# امانگاه

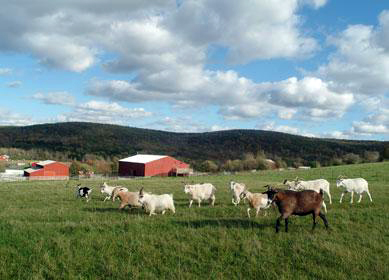
تصویری از یک امانگاه برای دام‌ها

امانگاه یا زنهارگاه (انگلیسی: Animal sanctuary) مکانی است که حیوانات (وحشی و اهلی) برای زندگی و محافظت به آنجا آورده می‌شوند تا باقی عمرشان را در آن منطقه بگذرانند.